# Wojtek Fibak
Wojciech Fibak of Wojtek Fibak (Poznań, 30 augustus 1952) is een voormalig professioneel tennisspeler uit Polen. Hij was vooral succesvol als dubbelspeler; hij won het herendubbelspel op de Australian Open in 1978 met Kim Warwick. Hij behaalde ook veel zeges met Tom Okker.
Fibak won in totaal 67 titels tussen 1976 en 1987; 52 in het dubbelspel en 15 in het enkelspel. Zijn hoogste plaats op de ATP-ranglijst in het enkelspel was nummer 10. Zijn beste seizoen als enkelspeler was 1980; in dat jaar bereikte hij de kwartfinales op Roland Garros, Wimbledon en de U.S. Open.
Hij speelde van 1972 tot 1979 voor het Poolse Davis Cupteam. Daarna kwam hij in conflict met de Poolse sportautoriteiten en speelde niet meer voor de Davis Cup, onder meer uit protest tegen de onderdrukking van het verzet van Solidarność tegen het communistische regime in 1981. In 1984 keerde hij nog terug in het nationale team..
Fibak begeleidde Ivan Lendl in het begin van diens carrière. Hij werd een succesvol zakenman, met belangen in de Poolse media (kranten, tv-stations, en als filmproducent). Hij is ook kunstliefhebber en kunstverzamelaar. Schilderijen uit zijn verzameling van "École de Paris"-werken zijn te zien in het restaurant van hotel Wentzl in Krakau. In 2002 opende hij een eigen galerij in Warschau (Galeria Fibak). Hij verblijft in de Verenigde Staten, Monaco, Frankrijk en Polen. Hij heeft drie dochters: Agnieszka, Paulina and Nina.

## Dubbelspeltitels (52)
| Nr. | Datum | Toernooi                    | Ondergrond    | Partner            | Tegenstanders in finale              | Score                   |
| --- | ----- | --------------------------- | ------------- | ------------------ | ------------------------------------ | ----------------------- |
| 1.  | 1975  | München, Duitsland          | Gravel        | Jan Kodeš          | Milan Holecek Karl Meiler            | 7-5, 6-3                |
| 2.  | 1975  | Hilversum, Nederland        | Gravel        | Guillermo Vilas    | Željko Franulović John Lloyd         | 6-4, 6-3                |
| 3.  | 1975  | Louisville, USA             | Gravel        | Guillermo Vilas    | Vijay Amritraj Anand Amritraj        | NP                      |
| 4.  | 1975  | Paris Indoor, Frankrijk     | Hardcourt (i) | Karl Meiler        | Ilie Năstase Tom Okker               | 6-4, 7-6                |
| 5.  | 1975  | Londen, Engeland            | Tapijt        | Karl Meiler        | Jimmy Connors Ilie Năstase           | 6-1, 7-5                |
| 6.  | 1976  | Barcelona, Spanje           | Gravel        | Jacek Niedzwiedzki | Colin Dowdeswell Paul Kronk          | 6-2, 6-3                |
| 7.  | 1976  | Monte Carlo WCT, Monaco     | Gravel        | Karl Meiler        | Björn Borg Guillermo Vilas           | 7-6, 6-1                |
| 8.  | 1976  | World Doubles WCT, USA      | Tapijt        | Karl Meiler        | Robert Lutz Ramsey Smith             | 6-3, 2-6, 3-6, 6-3, 6-4 |
| 9.  | 1976  | Bournemouth, Engeland       | Gravel        | Fred McNair        | Juan Gisbert Manuel Orantes          | 4-6, 7-5, 7-5           |
| 10. | 1976  | Düsseldorf, Duitsland       | Gravel        | Karl Meiler        | Bob Carmichael Raymond Moore         | 6-4, 4-6, 6-4           |
| 11. | 1976  | Teheran, Iran               | Gravel        | Raúl Ramírez       | Juan Gisbert Manuel Orantes          | 7-5, 6-1                |
| 12. | 1976  | Madrid, Spanje              | Gravel        | Raúl Ramírez       | Bob Hewitt Frew McMillan             | 4-6, 7-5, 6-3           |
| 13. | 1977  | Birmingham WCT, USA         | Tapijt        | Tom Okker          | Billy Martin Bill Scanlon            | 6-3, 6-4                |
| 14. | 1977  | Richmond WCT, USA           | Tapijt        | Tom Okker          | Ross Case Tony Roche                 | 6-4, 6-4                |
| 15. | 1977  | Mexico City WCT, Mexico     | Hardcourt     | Tom Okker          | Ilie Năstase Adriano Panatta         | 6-2, 6-3                |
| 16. | 1977  | Toronto Indoor WCT, Canada  | Tapijt        | Tom Okker          | Ross Case Tony Roche                 | 6-4, 6-1                |
| 17. | 1977  | Monterrey WCT, Mexico       | Tapijt        | Ross Case          | Billy Martin Bill Scanlon            | 3-6, 6-3, 6-4           |
| 18. | 1977  | Rotterdam, Nederland        | Tapijt        | Tom Okker          | Vijay Amritraj Dick Stockton         | 6-4, 6-4                |
| 19. | 1977  | Buenos Aires, Argentinië    | Gravel        | Ion Ţiriac         | Lito Alvarez Guillermo Vilas         | 7-5, 0-6, 7-6           |
| 20. | 1977  | South Orange, USA           | Hardcourt     | Colin Dibley       | Ion Ţiriac Guillermo Vilas           | 6-1, 7-5                |
| 21. | 1977  | Barcelona, Spanje           | Gravel        | Jan Kodeš          | Bob Hewitt Frew McMillan             | 6-0, 6-4                |
| 22. | 1977  | Stockholm, Zweden           | Hardcourt (i) | Tom Okker          | Brian Gottfried Raúl Ramírez         | 6-3, 6-3                |
| 23. | 1978  | Houston WCT, USA            | Gravel        | Tom Okker          | Tom Leonard Mike Machette            | 7-5, 7-5                |
| 24. | 1978  | World Doubles WCT, USA      | Tapijt        | Tom Okker          | Robert Lutz Stan Smith               | 6-7, 6-4, 6-0, 6-3      |
| 25. | 1978  | Hamburg, Duitsland          | Gravel        | Tom Okker          | Antonio Muñoz Víctor Pecci           | 6-2, 6-4                |
| 26. | 1978  | Louisville, USA             | Gravel        | Víctor Pecci       | Victor Amaya John James              | 6-4, 6-7, 6-4           |
| 27. | 1978  | Toronto, Canada             | Gravel        | Tom Okker          | Colin Dowdeswell Heinz GüntHardt     | 6-3, 7-6                |
| 28. | 1978  | Woodlands Doubles, USA      | Hardcourt     | Tom Okker          | Marty Riessen Sherwood Stewart       | 7-6, 3-6, 4-6, 7-6, 6-3 |
| 29. | 1978  | Madrid, Spanje              | Gravel        | Jan Kodeš          | Pavel Složil Tomáš Šmíd              | 6-7, 6-1, 6-2           |
| 30. | 1978  | Bazel, Zwitserland          | Hardcourt (i) | John McEnroe       | Bruce Manson Andrew Pattison         | 7-6, 7-5                |
| 31. | 1978  | Stockholm, Zweden           | Hardcourt (i) | Tom Okker          | Robert Lutz Stan Smith               | 6-3, 6-2                |
| 32. | 1978  | Australian Open, Melbourne  | Grass         | Kim Warwick        | Paul Kronk Cliff Letcher             | 7-6, 7-5                |
| 33. | 1979  | Philadelphia, USA           | Tapijt        | Tom Okker          | Peter Fleming John McEnroe           | 5-7, 6-1, 6-3           |
| 34. | 1979  | Memphis, USA                | Tapijt        | Tom Okker          | Frew McMillan Dick Stockton          | 6-4, 6-4                |
| 35. | 1979  | Stuttgart Indoor, Duitsland | Hardcourt (i) | Tom Okker          | Bob Carmichael Brian Teacher         | 6-3, 5-7, 7-6           |
| 36. | 1979  | München, Duitsland          | Gravel        | Tom Okker          | Jürgen Fassbender Jean-Louis Haillet | 7-6, 7-5                |
| 37. | 1980  | Birmingham, USA             | Tapijt        | Tom Okker          | José Luis Clerc Ilie Năstase         | 6-3, 6-3                |
| 38. | 1980  | Stuttgart Indoor, Duitsland | Hardcourt (i) | Tomáš Šmíd         | Tim Mayotte Larry Stefanki           | 6-4, 7-6                |
| 39. | 1980  | Dayton, USA                 | Tapijt        | Geoff Masters      | Fritz Buehning Fred McNair           | 6-4, 6-4                |
| 40. | 1982  | Strasbourg WCT, Frankrijk   | Tapijt        | John Fitzgerald    | Sandy Mayer Frew McMillan            | 6-4, 6-3                |
| 41. | 1982  | Zell Am See WCT, Oostenrijk | Gravel        | Bruce Manson       | Tony Giammalva Sammy Giammalva Jr.   | 6-7, 6-4, 6-4           |
| 42. | 1983  | Kitzbühel, Oostenrijk       | Gravel        | Pavel Složil       | Colin Dowdeswell Zoltán Kuhárszky    | 7-5, 6-2                |
| 43. | 1984  | Rotterdam, Nederland        | Tapijt        | Kevin Curren       | Fritz Buehning Ferdi Taygan          | 6-4, 6-4                |
| 44. | 1984  | München, Duitsland          | Gravel        | Boris Becker       | Eric Fromm Florin Segărceanu         | 6-4, 4-6, 6-1           |
| 45. | 1984  | Keulen, Duitsland           | Hardcourt (i) | Sandy Mayer        | Jan Gunnarsson Joakim Nyström        | 6-1, 6-3                |
| 46. | 1984  | Wenen, Oostenrijk           | Hardcourt (i) | Sandy Mayer        | Heinz Günthardt Balázs Taróczy       | 6-4, 6-4                |
| 47. | 1985  | Gstaad, Zwitserland         | Gravel        | Tomáš Šmíd         | Brad Drewett Mark Edmondson          | 6-7, 6-4, 6-4           |
| 48. | 1986  | Toronto Indoor, Canada      | Tapijt        | Joakim Nyström     | Christo Steyn Danie Visser           | 6-3, 7-6                |
| 49. | 1986  | Metz, Frankrijk             | Tapijt        | Guy Forget         | Francisco González Michiel Schapers  | 2-6, 6-2, 6-4           |
| 50. | 1986  | Wenen, Oostenrijk           | Hardcourt (i) | Ricardo Acioly     | Brad Gilbert Slobodan Živojinović    | W/O                     |
| 51. | 1987  | Hilversum, Nederland        | Gravel        | Miloslav Mečíř     | Tom Nijssen Johan Vekemans           | 7-6, 5-7, 6-2           |
| 52. | 1987  | Toulouse, Frankrijk         | Hardcourt (i) | Michiel Schapers   | Kelly Jones Patrik Kühnen            | 6-2, 6-4                |

## Verloren finales dubbelspel (33)
| Nr. | Datum | Toernooi                     | Ondergrond    | Partner             | Tegenstanders in finale             | Score                   |
| --- | ----- | ---------------------------- | ------------- | ------------------- | ----------------------------------- | ----------------------- |
| 1.  | 1975  | Hamburg, Duitsland           | Gravel        | Jan Kodeš           | Juan Gisbert Manuel Orantes         | 6-3, 7-6                |
| 2.  | 1975  | Indianapolis, USA            | Gravel        | Hans-Jürgen Pohmann | Juan Gisbert Manuel Orantes         | 7-5, 6-0                |
| 3.  | 1975  | Barcelona, Spanje            | Gravel        | Karl Meiler         | Björn Borg Guillermo Vilas          | 3-6, 6-4, 6-3           |
| 4.  | 1976  | Atlanta WCT, USA             | Tapijt        | Karl Meiler         | John Alexander Phil Dent            | 6-3, 6-4                |
| 5.  | 1976  | Barcelona WCT, Spanje        | Gravel        | Karl Meiler         | Robert Lutz Ramsey Smith            | 6-3, 6-3                |
| 6.  | 1976  | Nice, Frankrijk              | Gravel        | Karl Meiler         | Patrice Dominguez François Jauffret | 6-4, 3-6, 6-3           |
| 7.  | 1976  | Båstad, Zweden               | Gravel        | Juan Gisbert        | Fred McNair Sherwood Stewart        | 6-3, 6-4                |
| 8.  | 1976  | Hilversum, Nederland         | Gravel        | Balázs Taróczy      | Ricardo Cano Belus Prajoux          | 6-4, 6-3                |
| 9.  | 1976  | Wembley, Engeland            | Tapijt        | Brian Gottfried     | Stan Smith Roscoe Tanner            | 7-6, 6-3                |
| 10. | 1977  | Philadelphia WCT, USA        | Tapijt        | Tom Okker           | Bob Hewitt Frew McMillan            | 6-1, 1-6, 6-3           |
| 11. | 1977  | Monte Carlo WCT, Monaco      | Gravel        | Tom Okker           | François Jauffret Jan Kodeš         | 2-6, 6-3, 6-2           |
| 12. | 1977  | Roland Garros, Parijs        | Gravel        | Jan Kodeš           | Brian Gottfried Raúl Ramírez        | 7-6, 4-6, 6-3, 6-4      |
| 13. | 1977  | Wenen, Oostenrijk            | Hardcourt (i) | Jan Kodeš           | Bob Hewitt Frew McMillan            | 6-4, 6-3                |
| 14. | 1978  | St. Louis WCT, USA           | Tapijt        | Tom Okker           | Bob Hewitt Frew McMillan            | 6-3, 6-2                |
| 15. | 1978  | Milaan WCT, Italië           | Tapijt        | Raúl Ramírez        | José Higueras Víctor Pecci          | 5-7, 7-6, 7-6           |
| 16. | 1979  | Denver, USA                  | Tapijt        | Tom Okker           | Robert Lutz Stan Smith              | 7-6, 6-3                |
| 17. | 1979  | Stuttgart Outdoor, Duitsland | Gravel        | Pavel Složil        | Colin Dowdeswell Frew McMillan      | 6-4, 6-2, 2-6, 6-4      |
| 18. | 1979  | Los Angeles, USA             | Tapijt        | Frew McMillan       | Marty Riessen Sherwood Stewart      | 6-4, 6-4                |
| 19. | 1979  | San Francisco, USA           | Tapijt        | Frew McMillan       | Peter Fleming John McEnroe          | 6-1, 6-4                |
| 20. | 1979  | Stockholm, Zweden            | Hardcourt (i) | Tom Okker           | Peter Fleming John McEnroe          | 6-4, 6-4                |
| 21. | 1980  | Masters Doubles WCT, Londen  | Tapijt        | Tom Okker           | Brian Gottfried Raúl Ramírez        | 3-6, 6-4, 6-4, 3-6, 6-3 |
| 22. | 1980  | Denver, USA                  | Tapijt        | Heinz GüntHardt     | Kevin Curren Steve Denton           | 7-5, 6-2                |
| 23. | 1980  | Las Vegas, USA               | Gravel        | Gene Mayer          | Robert Lutz Stan Smith              | 6-2, 7-5                |
| 24. | 1980  | Indianapolis, USA            | Gravel        | Ivan Lendl          | Kevin Curren Steve Denton           | 3-6, 7-6, 6-4           |
| 25. | 1980  | Cincinnati, USA              | Hardcourt     | Ivan Lendl          | Bruce Manson Brian Teacher          | 6-7, 7-5, 6-4           |
| 26. | 1982  | Zürich WCT, Zwitserland      | Tapijt        | John Fitzgerald     | Sammy Giammalva Jr. Tom Gullikson   | 6-4, 6-2                |
| 27. | 1982  | Rome, Italië                 | Gravel        | John Fitzgerald     | Heinz Günthardt Balázs Taróczy      | 6-4, 4-6, 6-3           |
| 28. | 1983  | Gstaad, Zwitserland          | Gravel        | Colin Dowdeswell    | Pavel Složil Tomáš Šmíd             | 6-7, 6-4, 6-2           |
| 29. | 1984  | Kitzbühel, Oostenrijk        | Gravel        | Colin Dowdeswell    | Henri Leconte Pascal Portes         | 2-6, 7-6, 7-6           |
| 30. | 1984  | Los Angeles, USA             | Hardcourt     | Sandy Mayer         | Ken Flach Robert Seguso             | 4-6, 6-4, 6-3           |
| 31. | 1985  | Philadelphia, USA            | Tapijt        | Sandy Mayer         | Joakim Nyström Mats Wilander        | 3-6, 6-2, 6-2           |
| 32. | 1985  | Brussel, België              | Tapijt        | Kevin Curren        | Stefan Edberg Anders Järryd         | 6-3, 7-6                |
| 33. | 1986  | Rotterdam, Nederland         | Tapijt        | Matt Mitchell       | Stefan Edberg Slobodan Živojinović  | 2-6, 6-3, 6-2           |

## Grand Slam resultaten dubbelspel
| Toernooi        | 1974 | 1975 | 1976 | 1977 | 1978 | 1979 | 1980 | 1981 | 1982 | 1983 | 1984 | 1985 | 1986 | 1987 |
| --------------- | ---- | ---- | ---- | ---- | ---- | ---- | ---- | ---- | ---- | ---- | ---- | ---- | ---- | ---- |
| Australian Open | A    | A    | A    | A    | W    | A    | A    | A    | A    | A    | A    | A    | NH   | A    |
| Roland Garros   | 1R   | 3R   | 3R   | F    | SF   | 2R   | SF   | A    | 2R   | 1R   | 1R   | 1R   | 1R   | 1R   |
| Wimbledon       | A    | 2R   | QF   | QF   | SF   | 1R   | 2R   | A    | A    | 2R   | 1R   | 1R   | 3R   | 2R   |
| US Open         | A    | 2R   | 2R   | 2R   | SF   | 2R   | 3R   | 1R   | 3R   | A    | 3R   | 2R   | 1R   | 2R   |

NH = toernooi niet gehouden.
A = nam niet deel.

## Enkelspeltitels (15)
| Nr. | Datum | Toernooi                    | Ondergrond    | Tegenstander in finale | Score                   |
| --- | ----- | --------------------------- | ------------- | ---------------------- | ----------------------- |
| 1.  | 1976  | Stockholm WCT, Zweden       | Tapijt        | Ilie Năstase           | 6-4, 7-6                |
| 2.  | 1976  | Bournemouth, Engeland       | Gravel        | Manuel Orantes         | 6-2, 7-9, 6-2, 6-2      |
| 3.  | 1976  | Wenen, Oostenrijk           | Hardcourt (i) | Raúl Ramírez           | 6-7, 6-3, 6-4, 2-6, 6-1 |
| 4.  | 1977  | Monterrey WCT, Mexico       | Tapijt        | Vitas Gerulaitis       | 6-4, 6-3                |
| 5.  | 1977  | Düsseldorf, Duitsland       | Gravel        | Raymond Moore          | 6-1, 5-7, 6-2           |
| 6.  | 1978  | Keulen, Duitsland           | Hardcourt (i) | Vijay Amritraj         | 6-2, 0-1, RET.          |
| 7.  | 1979  | Denver, USA                 | Tapijt        | Victor Amaya           | 6-4, 6-1                |
| 8.  | 1979  | Stuttgart Indoor, Duitsland | Hardcourt (i) | Guillermo Vilas        | 6-2, 6-2, 3-6, 6-2      |
| 9.  | 1980  | Dayton, USA                 | Tapijt        | Bruce Manson           | 7-6, 6-3                |
| 10. | 1980  | New Orleans, USA            | Tapijt        | Eliot Teltscher        | 6-4, 7-5                |
| 11. | 1980  | São Paulo, Brazilië         | Tapijt        | Vincent Van Patten     | 6-0, 7-6                |
| 12. | 1981  | Gstaad, Zwitserland         | Gravel        | Yannick Noah           | 6-1, 7-6                |
| 13. | 1982  | Amsterdam WCT, Nederland    | Tapijt        | Kevin Curren           | 7-5, 3-6, 6-4, 6-3      |
| 14. | 1982  | Paris Indoor, Frankrijk     | Hardcourt (i) | Bill Scanlon           | 6-2, 6-2, 6-2           |
| 15. | 1982  | Chicago-2 WCT, USA          | Tapijt        | Bill Scanlon           | 6-2, 2-6, 6-3, 6-4      |

## Verloren finales enkelspel (19)
| Nr. | Datum | Toernooi                     | Ondergrond    | Tegenstanders in finale | Score                    |
| --- | ----- | ---------------------------- | ------------- | ----------------------- | ------------------------ |
| 1.  | 1975  | Shreveport, USA              | Tapijt        | Juan Gisbert            | 6-3, 5-7, 6-1            |
| 2.  | 1976  | Monte Carlo WCT, Monaco      | Gravel        | Guillermo Vilas         | 6-1, 6-1, 6-4            |
| 3.  | 1976  | Louisville, USA              | Gravel        | Harold Solomon          | 6-2, 7-5                 |
| 4.  | 1976  | Indianapolis, USA            | Gravel        | Jimmy Connors           | 6-2, 6-4                 |
| 5.  | 1976  | Montreal, Canada             | Hardcourt     | Guillermo Vilas         | 6-4, 7-6, 6-2            |
| 6.  | 1976  | Masters, Houston             | Tapijt        | Manuel Orantes          | 5-7, 6-2, 0-6, 7-6, 6-1  |
| 7.  | 1977  | Mexico City WCT, Mexico      | Hardcourt     | Ilie Năstase            | 4-6, 6-2, 7-6            |
| 8.  | 1977  | Buenos Aires, Argentinië     | Gravel        | Guillermo Vilas         | 6-4, 6-3, 6-0            |
| 9.  | 1977  | Vienna, Oostenrijk           | Hardcourt (i) | Brian Gottfried         | 6-1, 6-1                 |
| 10. | 1977  | Cologne, Duitsland           | Tapijt        | Björn Borg              | 2-6, 7-5, 6-3            |
| 11. | 1978  | Hamburg, Duitsland           | Gravel        | Guillermo Vilas         | 6-2, 6-4, 6-2            |
| 12. | 1979  | München, Duitsland           | Gravel        | Manuel Orantes          | 6-3, 6-2, 6-4            |
| 13. | 1979  | Wenen, Oostenrijk            | Hardcourt (i) | Stan Smith              | 6-4, 6-0, 6-2            |
| 14. | 1979  | Keulen, Duitsland            | Hardcourt (i) | Gene Mayer              | 6-3, 3-6, 6-1            |
| 15. | 1980  | Stuttgart Outdoor, Duitsland | Gravel        | Vitas Gerulaitis        | 6-2, 7-5, 6-2            |
| 16. | 1981  | Philadelphia, USA            | Tapijt        | Roscoe Tanner           | 6-2, 7-6, 7-5            |
| 17. | 1982  | Napels Finals WCT, Italië    | Tapijt        | Ivan Lendl              | 6-4, 6-2, 6-1            |
| 18. | 1982  | Dortmund WCT, Duitsland      | Tapijt        | Brian Teacher           | 6-7, 6-4, 6-4, 2-6, 6-4  |
| 19. | 1983  | Bazel, Zwitserland           | Hardcourt (i) | Vitas Gerulaitis        | 4-6, 6-1, 7-5, 5-5, RET. |